# Arborètum Robert Lenoir

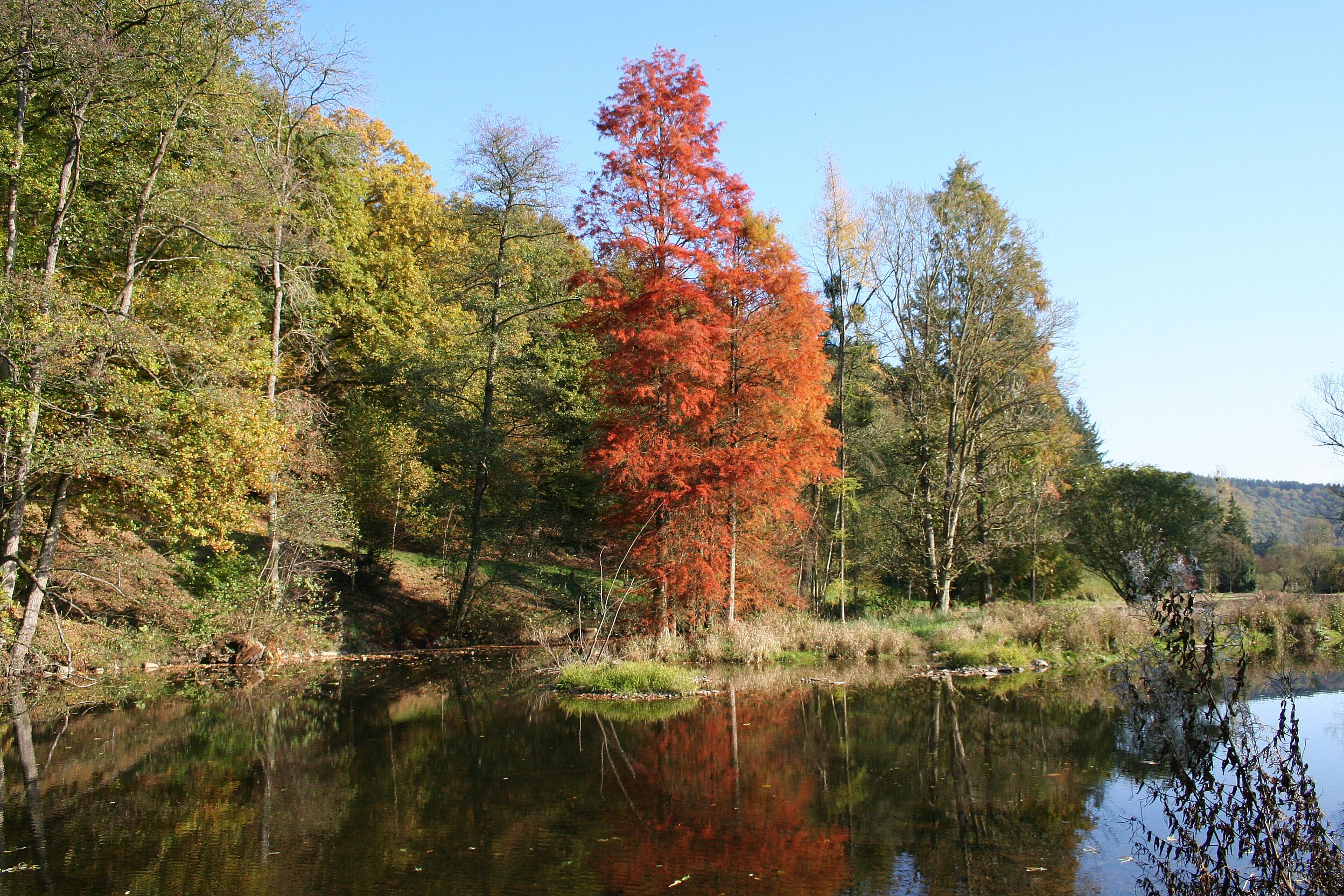
Vista d'un racó de l'arborètum a la tardor.

L'Arborètum Robert Lenoir és un arborètum situat a la vora de l'Ourthe al municipi de Rendeux a una altitud variant entre 200 i 350m. Té una superfície de 27ha. Plantat de manera no convencional de 1937 a 1987 per l'enamorat de dendrologia Robert Lenoir, ha esdevingut al llarg dels anys, no només el més atraient sinó també el més important de Valònia. Conté nombroses espècies molt rares i compta més de 3100 espècies d'arbres, arbusts i plantes vivaces diferents. S'hi troben col·leccions d'aurons, de magnòlies, de prunus, de servers i de rododendres. S'hi poden admirar diverses mostres d'arbres que són els campions de la seva espècie a Bèlgica.
D'ençà 1991, ha esdevingut propietat de la Valònia que en garanteix el manteniment i condicionament. El net del creador de l'arborètum continua enriquint la col·lecció amb passió.
Mitjançant el respecte de certes regles elementals de protecció de l'indret, l'arborètum és accessible a tothom.